# Mr. Flip
Mr. Flip è un cortometraggio muto del 1909 diretto da (non confermato) Gilbert M. 'Broncho Billy' Anderson. Interpretato da Ben Turpin, viene considerato il primo film conosciuto che utilizza la famosa gag delle torte in faccia.

## Trama
Il signor Flip corteggia ogni donna che gli capiti a tiro. Finirà che l'improvvido casanova verrà bersagliato di schiuma da barba, spruzzi di seltz e torte in faccia.

## Produzione
Il film fu prodotto dalla Essanay Film Manufacturing Company. Venne girato a Chicago - città dove la casa di produzione aveva la sua sede principale - negli Essanay Studios, al 1333-45 W. di Argyle Street

## Distribuzione
Uscì nelle sale cinematografiche USA il 12 maggio 1909, distribuito dall'Essanay Film Manufacturing Company. Nelle proiezioni, veniva programmato con il sistema dello split reel, accorpato in un'unica bobina con un altro cortometraggio prodotto dall'Essanay, la commedia The Bachelor's Wife.
La Entertainment ha curato un'antologia di cortometraggi dal titolo Slapstick Encyclopedia (1909-1929) in cui è inserito anche il riversamento di Mr. Flip. Il DVD, distribuito negli Stati Uniti in NTSC il 7 maggio 2002, ha una lunghezza complessiva di 1089 minuti. Tratto  da una copia in 16 mm., il cortometraggio è accompagnato dalle musiche di Robert Israel.